# Георги Димитров (кмет на Добрич)
Георги Димитров Симеонов е български общественик, защитавал правата на българите в останалата под румънски контрол Южна Добруджа, кмет на град Добрич.

## Биография
Роден е в 1877 година в Хаджиоглу Пазарджик, от 1882 година Добрич. Кмет е на Добрич в 1907 – 1912 година или в 1908 – 1911 година. Краят на Първата световна война в 1918 година го заварва отново като кмет на Добрич. Градът е окупиран от британски войски и в него влизат румънски граждански власти, които искат Симеонов да им предаде общината. По инструкции от правителството в София Симеонов отказва и със съдействието на британските военни власти управлява общината още три месеца до окончателното установяване на румънска власт. Образуван е комитет, който Симеонов председателства, чиято цел е да заяви българщината на Добрич и на добруджанци. Комитетът провежда внушителна манифестация с хора и от околията при пристигането в града на генерал Луи Франше д'Еспере. След това е проведена втора манифестация с черни знамена пред британските военни власти и британското консулство, в която участва цялото население на града. След нея румънските власти започват да го преследват и той бяга в България. След време се връща и продължава националната си дейност. Полицейските власти го задължават да се разписва всеки ден в полицията. Скоро е арестуван и съден. Още преди процеса успява с подкупи да избяга от затвора и се установява във Варна. Осъден е задочно, като имотите му са конфискувани.
На 11 февруари 1943 година, като жител на Варна, подава молба за българска народна пенсия, която е одобрена и пенсията е отпусната от Министерския съвет на Царство България.
Умира в 1948 година.